# Brits-Nederlandse Battlegroup
De Brits-Nederlandse Battlegroup of Nederlands-Britse Battlegroup (Engels: UK–Dutch Battlegroup), afgekort UK/NL EUBG 2010, is een EU-battlegroup geleid door het Verenigd Koninkrijk, waaraan Nederland ook deelneemt. Zij stond paraat in de eerste helft van 2010, gelijktijdig met Battlegroup I-2010.
The core of the battlegroup was formed by the United Kingdom/Netherlands Amphibious Force (UK/NL AF), die al bestaat sinds 1972.

## Samenstelling en uitrusting
De Nederlanders leverden de 11e infanteriecompagnie van het Korps Mariniers, mortierondersteuning, medische ondersteuning, een logistiek detachement, een senior national representative en personeel voor de samengestelde staf van het hoofdkwartier. Binnen de battlegroup is de marinierscompagnie ingebed in 42 Commando Royal Marines.

## Oefening
Eind november 2009 oefende UK/NL EUBG 2010 onder codenaam "Orange Marauder" in het Salisbury Plain Training Area. Evacuatieoperaties, konvooibegeleiding en patrouilleren en het functioneren van de staf werden getraind.
Balkan Battlegroup · Battlegroup I-2010 · Battlegroup 107 · Britse Battlegroup · Brits-Nederlandse Battlegroup · EUBG 2014 II · Eurofor · Italiaans-Roemeens-Turkse Battlegroup · Multinational Land Force · Noordse Battlegroup · Spaans-Italiaanse Amfibische Battlegroup · Tsjechisch-Slowaakse Battlegroup · Visegrád Battlegroup · Weimar Battlegroup